# دوبروتا
شهر دوبروتا (به روسی: Доброта) در کشور مونته‌نگرو واقع شده‌است. جمعیت این شهر ۸٫۴۷۳ نفر  است.